# ديلك باكالين
ديلَك باكالين (بالتركية: Dilek Pakalın)‏ ( ولدت في 29 مايو عام 1955 في مدينة إسطنبول ) كاتبة تركية و ممثلة.
تخرجت ديلَك باكالين من قسم الإذاعة و السينما و التلفزيون بجامعة كار خاص. و أنهت ديلَك باكالين تعليمها العالي بقسم الإذاعة و السينما و التلفزيون بكلية العلوم الإجتماعية بجامعة قادر خاص. و حازت ديلَك على جائزة رواية 2005 من دار نشر انقلاب بالحديقة الخلفية عن أول رواية لها بعنوان «نيشانتاش». وفي الأعوام السابقة كانت ديلَك تكتب مقالات بالعمود و كانت تقوم بإخراج برامج تلفزيونية و مسرحيات.

## فيلموغرافيا

### مسيرتها الفنية
•	زينب 2005
•	أربعة وعشرون ساعة 2004
•	آسف يا ليلى 2000
•	أوه، لو كنت ثري 2002
•	أغُلقت جميع الأبواب 1990
•	مدير الحي 1995
•	فيلم هزلي 1990
•	التتوق للحب 1987
•	لا يوجد قانون للحب 1987
•	عزيزي عثمان 1987
•	الأيتام 1986
•	عمتي 1986
•	الذي يجعلنا نضحك 1986
•	الغريب 1986
•	عاطفة ازدراد 1985
•	نمنة ( طائر ) 1985
•	حمام متسلق الجبال 1985
•	أرض حديدية وسماء نحاسية 1987

## روابط خارجية
- ديلك باكالين على موقع IMDb (الإنجليزية)